# Álvaro Villete
Álvaro Villete, vollständiger Name Álvaro Villete Melgar (* 10. Juli 1991 in Minas) ist ein uruguayischer Fußballspieler.

## Verein
Villete gewann im Jahr 2009 mit der Nachwuchsmannschaft Nacionals in den sogenannten Divisiónes Formativas die Meisterschaft. Dafür wurde er in jenem Jahr bei den Premios Oral Sport in Lavalleja als Botschafter des minuanischen Fußballs ausgezeichnet. Der nach Angaben seines Vereins 1,88 Meter große, in Minas geborene Torhüter gehörte seit 2009 der Jugendabteilung Cerros an. Seit der Apertura 2010 steht er im Kader des uruguayischen Erstligisten und füllt dort die Funktion des Vertreters des Stammtorwarts Mathías Rolero aus. In der Primera División kam er spätestens in der Clausura der Saison 2011/12 zu Einsätzen. Drei Begegnungen unter seiner Mitwirkung sind in dieser Halbserie verzeichnet. Auch in der Folgesaison stand er zweimal auf dem Platz. 2013 wechselte er zum Club Atlético Atenas in die Segunda División. In der Saison 2013/14 bestritt er zwölf Zweitligaspiele für den Klub aus San Carlos.
Nach dem Aufstieg in die Primera División folgte in der Apertura 2014 kein weiterer Ligaeinsatz in der Ersten Mannschaft. Anfang Januar 2015 wurde er an den von Federico Domínguez trainierten argentinischen Verein Deportivo Armenio für sechs Monate ausgeliehen. Dort lief er in 40 Ligaspielen und zweimal in der Copa Argentina auf. Zum Jahresanfang 2016 kehrte er zu Atenas zurück und bestritt in der Clausura 2016 sechs Ligaspiele. Anschließend wechselte er zum Club Atlético Progreso und kam in der Saison 2016 zwölfmal in der zweithöchsten uruguayischen Spielklasse zum Einsatz. Ende Januar 2017 verpflichtete ihn Patriotas Boyacá. Für die Kolumbianer lief er  in 24 Ligaspielen, zweimal in der Copa Colombia und dreimal in der Copa Sudamericana 2017 auf, bevor er von CA Atenas verpflichtet wurde.
Nach einem halben Jahr dort wurde er schließlich für ein halbes Jahr vereinslos, bevor ihn 2019 Patriotas erneut verpflichtete. Von dort aus wurde er bis 2021 an den Sabah FK verliehen. Nach seiner Rückkehr wechselte er im nächsten Jahr zum Búhos ULVR FC, wo er jedoch auch nur bis 2023 blieb. Die nächste Station war die Sport Boys Association, bei der er, im Gegensatz zu seinen diversen vorherigen Stationen, zum ersten Mal seit Jahren auf über 30 Einsätze in einer Saison kam. Nach der Saison kam mit dem Metropolitanos FC bis Anfang 2025 eine weitere Station dazu.
Seit Januar 2025 ist er Spieler bei Comerciantes Unidos.